# Dougal Drummond
Dougal Drummond (auch Dugallas) († vor 10. September 1403) war ein schottischer Geistlicher. Ab 1380 war er Bischof von Dunblane.

## Herkunft und Wahl zum Bischof
Dougal entstammte einer schottischen Adelsfamilie. Er war der vierte Sohn von Sir Andrew Drummond aus Stobhall und von dessen Frau Mary de Montefex. Seine Schwester Annabella heiratete um 1367 John Stewart, den ältesten Sohn des Magnaten Robert Stewart. John Stewart wurde 1390 als Nachfolger seines Vaters als Robert III. schottischer König, so dass Dougals Schwester Königin wurde. Dougal wurde als jüngerer Sohn Geistlicher. Er war Kanoniker an der Kathedrale von Dunblane, als er 1380 zum Bischof des Bistums Dunblane gewählt wurde. Da die schottischen Diözesen direkt der Kurie unterstellt waren, musste seine Wahl vom Papst bestätigt werden. Während des Schismas unterstützte die schottische Kirche die avignonesischen Päpste, so dass am 20. September 1380 Papst Clemens VII. die Wahl von Dougal bestätigte.

## Tätigkeit als Bischof
Da die mittelalterlichen Urkunden der Diözese Dunblane verloren gegangen sind, ist über die Tätigkeit von Dougal als Bischof wenig bekannt. Er war Bischof in einer schwierigen Zeit, als die römische Kirche durch das Schisma gespalten und Schottland während der Herrschaft von Robert II. und Robert III. durch Machtkämpfe und Fehden in einem zerrütteten Zustand war. Trotz seiner Verwandtschaft zur Königin spielte Dougal politisch offenbar keine Rolle. Er sandte umfangreiche Petitionen an Papst Benedikt XIII., mit denen sich dieser am 25. und 26. Oktober 1394 befasste. Von Dougal sind nur wenige Urkunden bekannt, die er bezeugte. Aus seiner Amtszeit sind allerdings erstmals seit 1349 wieder mehrere Kanoniker namentlich bekannt, die zum Kathedralkapitel von Dunblane gehörten. Dazu gehörte Donald of Bute, der 1394 Dekan der Kathedrale von Dunblane wurde und als ranghoher Beamter des Regenten Robert Stewart, 1. Duke of Albany diente. Dougal starb spätestens 1403, vielleicht auch früher. Die Wahl seines Nachfolgers wurde am 10. September bestätigt.